# Леви Бреда Соліні
Леви Бреда Соліні — батальйон партизанів з району Мантуї, який складався виключно з італійських сінті, які втекли з концентраційного табору Приньяно-сулла-Секкія (провінція Модена), де вони були замкнені у вересні 1940 року.

## Історія
Джакомо «Ґнуго» Де Бар, синто з Емілії, у вересні 1940 року разом із сім'єю був замкнений у дитинстві в концентраційному таборі Приньяно-сулла-Секкія, у провінції Модена. Після перемир'я 8 вересня 1943 року його сім'ї вдалося втекти з концтабору, і разом з іншими сім'ями італійських сінті з Північної Італії вони приєдналися до партизанських бригад восени 1943 року.
Багато сінті були партизанами. Наприклад, мій двоюрідний брат Луккесі Фіораванте був у дивізії Армандо, але багато хто з нас, хто виступав вдень, вночі йшов відбирати зброю у німців. Мій батько і дядько Рус повернулися додому в 1945 році, і вони також приєдналися до інших синті вночі, щоб проводити акції проти німців в районі Мантуї між Бреда Саліні і Рівароло дель Ре (сьогодні Рівароло Мантовано), де ми ходили з постоном, який обладнав мій дідусь. Вони були майже легендою, і мешканці міста прозвали їх "Леви Бреда Соліні", можливо, через те, що вони роззброїли німецький авангардний патруль.
Партизанська бригада була сформована цирковою сім'єю Де Бар (дід Жан був артистом, а дядько Рус — канатоходцем), які з виступів на площах удень перевтілювалися в нічних бійців, здійснюючи диверсійні дії проти німці: їздили з обладнаною вантажівкою, викрадали їхню зброю та амуніцію для постачання партизанів. Формування діяло на кордоні між Мантуєю, Моденою, Реджо-Емілією та Кремоною, особливо в районі Мантуї між Бреда Соліні та Рівароло-дель-Ре (нині Рівароло-Мантовано). Місцеві жителі вважали їх героями за те, що застосовували насильство лише в разі потреби, і отримали прізвисько Леви Бреда Соліні за акцію, під час якої вони роззброїли патруль німецького авангарду.
Вони увійшли в серця людей як герої ще й тому, що застосовували мінімально необхідне насильство, адже серед нас, сінті, ніколи не існувало волі до війни, інстинкту вбивати людину тільки тому, що вона ворог. Це знав і фашист з Бреда Соліні, який під час Визволення забарикадувався у своєму будинку з цілим арсеналом зброї, погрожуючи розстріляти кожного, хто наблизиться, або вбити себе, підірвавши весь будинок: "Я здаюся тільки Левам Бреда Соліні". Так само вчинили мої батьки, яким він здався, але потім його все одно захопили інші партизани, замкнули в підвалі і побили